# Övra Giertsjaure
Övra Giertsjaure är en sjö i Sorsele kommun i Lappland och ingår i Umeälvens huvudavrinningsområde. Sjön har en area på 1,19 kvadratkilometer och ligger 466,1 meter över havet. Sjön avvattnas av vattendraget Nedra Gertsbäcken (Övra Giertsbäcken).

## Delavrinningsområde
Övra Giertsjaure ingår i det delavrinningsområde (730858-155478) som SMHI kallar för Utloppet av Övra Giertsjaure. Medelhöjden är 575 meter över havet och ytan är 22,78 kvadratkilometer. Räknas de 9 avrinningsområdena uppströms in blir den ackumulerade arean 237,62 kvadratkilometer. Nedra Gertsbäcken (Övra Giertsbäcken) som avvattnar avrinningsområdet har biflödesordning 3, vilket innebär att vattnet flödar genom totalt 3 vattendrag innan det når havet efter 369 kilometer. Avrinningsområdet består mestadels av skog (90 procent). Avrinningsområdet har 1,3 kvadratkilometer vattenytor vilket ger det en sjöprocent på 5,7 procent.